# ドミンゴス (バンド)
ドミンゴスは、日本のロックバンド。

## メンバー
- 吉田一休（ボーカル・ギター）
  - 水戸華之介（アンジー）、杉本恭一（レピッシュ）とのユニット「屑」としても活動[2]。
  - 現在は埼玉県秩父市に在住。地元秩父市や東京都内でのソロライブを精力的に開催するほか、ツイキャスにて不定期で配信を行っている。
- 三田ヒデキ（ギター）
  - ナガトミリュウスケ（コールタール）とのユニット「おとぼけdeブラザーズ」としても活動[3]。
- ミツゴロー（ベース）
  - 2022年6月から無期限活動停止中[4]。
- ナカジマノブ（ドラムス）
  - 1996年5月加入。かつてはGENのメンバーとして活動。2004年6月に人間椅子の4代目ドラマーとして加入。

## 概要
1994年結成。アマチュア時代は下北沢を中心にライブ活動を行い、1996年2月に下北沢シェルターにて初ワンマンを成功させた。
1996年9月、日本コロムビア内TRIADからシングル「ウ・フ・フ」、アルバム「Ooh! La La」でデビュー。その後インディーズに活動の場を移すも、精力的に活動。
2003年、事務所移籍に伴い、ナカジマがリーダーとなるも、同年5月脱退。
2004年1月9日、渋谷NESTで開催されたワンマンライブ「一休の日」にナカジマがゲスト出演し、メンバー復帰を発表。同年5月に解散。
2006年再結成。2007年には再結成後初のワンマンライブを開催した。

### ライブパフォーマンス
頭に装着したゴム手袋を鼻と口で器用に呼吸しながら膨らませ、それを第三者が針で割るという「ゴム手袋割り」がライブの定番である。

## ディスコグラフィ

### VIDEO/DVD
- ドミンゴスのCABIT番長～ディレクターズカット（2001年11月22日発売/SLAX-1003）
- ドミンゴス快音キングツアー2001（2001年12月8日発売/SLAX-1004）
- 世界祭TOUR FINAL2002（2002年12月24日発売/SLAX-1006）
- 輝跡（2004年4月4日発売/SLAX-1008）
- Last Start～永遠なる日曜日（2004年7月1日発売/SLAX-1009）
- ドミンゴス劇場～最終回 ノーカット完全版（2005年1月9日発売/SLAX-1012）

### 参加作品
| 発売日        | タイトル     | 規格品番  | 曲順 | 楽曲         |
| ------------- | ------------ | --------- | ---- | ------------ |
| 1998年7月18日 | 君にクラクラ | CODA-1586 | M.2  | 君にクラクラ |

### 楽曲提供
- てれび戦士 with 山崎邦正&リサ・ステッグマイヤー
  - 君にクラクラ（NHK教育テレビ『天才てれびくん』'98年度エンディングテーマ[8]）

## タイアップ一覧
| 使用年 | 曲名                | タイアップ                                                                    |
| ------ | ------------------- | ----------------------------------------------------------------------------- |
| 1997年 | Love Chu!Chu!       | フジテレビ系『来来圏』オープニングテーマ                                      |
| 1998年 | きっとできるさ      | テレビ朝日系『ゲームカタログII』エンディングテーマ                            |
| 1998年 | サナギ              | テレビ神奈川（TVK）『ミュージックトマトJAPAN』オープニング&エンディングテーマ |
| 1999年 | キッチン            | TBS系『炸裂!スポーツパワー』テーマソング                                      |
| 1999年 | ランランゴジラン    | 映画『ゴジラ2000 ミレニアム』イメージソング                                   |
| 1999年 | ランランゴジラン    | テレビ東京系『ゴジラTV』オープニングテーマ                                    |
| 2000年 | ジェット グライダー | DDIポケット「カードH”64」CMソング                                             |

## メディア出演

### テレビ
- 期間限定!ピカピカ天王洲LIVE（2000年10月1日 - 11月26日、テレビ東京） - バック演奏